# 2024–2025-ös horvátországi elnökválasztás
Horvátországban 2024. december 29-én elnökválasztást tartottak, a második fordulót 2025. január 12-én tartották, mivel egyetlen jelölt sem kapja meg az első fordulóban a többséget. A hivatalban lévő elnök, Zoran Milanović, akinek első mandátuma 2020. február 19-én kezdődött és 2025. február 18-án ér véget, a szavazatok csaknem háromnegyedét megszerezve nyerte meg a választás második fordulóját.

## Választási rendszer
Horvátország elnökét közvetlen választással, titkos szavazással, kétfordulós rendszerben választják meg egy öt évre szóló mandátumra. Az elnökök legfeljebb két teljes ciklust tölthetnek hivatalban. A horvát alkotmány előírja, hogy az elnökválasztást legkorábban 60, de legkésőbb 30 nappal a hivatalban lévő elnök mandátumának lejárta előtt kell tartani. Az első fordulóban abszolút többségre van szükség a győzelemre az összes leadott szavazathoz képest. Amennyiben ez egyik jelölt esetében sem fordul elő, akkor 14 nappal később második fordulót kell tartani, ahol már a legtöbb szavazatot kapott jelölt nyeri a választást. A második fordulóban a két legtöbb szavazatot kapott jelölt vesz részt, ha közülük valamelyikük visszalépne vagy elhunyna, akkor az első fordulóban a harmadik legtöbb szavazatot szerzett jelölt lép a helyére.
A választáson való induláshoz legalább 10 000 aláírást kell egy potenciális jelöltnek gyűjtenie szavazásra jogosult választóktól, továbbá minden választó csak egy potenciális jelöltet ajánlhat. Az aláírások összegyűjtésére meghatározott időkeret 12 nap, ennek lejárta után a potenciális jelölteknek le kell adniuk a listát az Állami Választási Bizottságnál.

## Kampány
Dragan Primorac nyugati orientáltságú programmal kampányolt, míg Zoran Milanović ellenezte az Európai Unió ukrán háborús erőfeszítéseinek támogatását Oroszországgal szemben. Marija Selak Raspudić kampányának középpontjában gazdasági problémák, a népességfogyás és a korrupció álltak. Ivana Kekin a HDZ és Primorac ellen kampányolt, korrupcióval vádolva őket az egészségügyi szektorban.
2024. december 7-én egy horvát veteránokból álló csoport békés tüntetést tartott a Vinjani Donji–Gorica határátkelőnél, mivel szerintük Tomislav Jonjić jelölt a horvát állami médiában aránytalanul kevéset jelenik meg, gátolva őt a kampányban.
A 2025. január 7-én megrendezett televíziós vitán Zoran Milanović ellenfelét, Dragan Primoracot „teljesen analfabétának” nevezte, míg Primorac Milanovićot egy „oroszpárti bábnak”, aki „megosztotta” Horvátországot.

## Eredmények
Az első fordulóban 1 625 428 szavazat került leadásra, amely 46,03%-os részvételi arányt jelent. A szavazatok közül 19 245 érvénytelen vagy üres volt. A második fordulóban 1 561 223 szavazatot számoltak össze, amely 44,18%-os részvételi arányt jelent. A megszámlált szavazatok közül eddig 57 613 érvénytelen vagy üres szavazólap volt.
Az érvényesen leadott szavazatok a következő táblázatban találhatók:
| Jelölt | Jelölt                | Párt (fő támogató)                       | Első forduló | Első forduló  | Második forduló | Második forduló |
| Jelölt | Jelölt                | Párt (fő támogató)                       | Szavazatok   | Szavazatarány | Szavazatok      | Szavazatarány   |
| ------ | --------------------- | ---------------------------------------- | ------------ | ------------- | --------------- | --------------- |
|        | Zoran Milanović       | Független (Horvát Szociáldemokrata Párt) | 797 938      | 49,68%        | 1 122 859       | 74,68%          |
|        | Dragan Primorac       | Független (Horvát Demokratikus Közösség) | 314 663      | 19,59%        | 380 752         | 25,32%          |
|        | Marija Selak Raspudić | Független                                | 150 435      | 9,37%         |                 |                 |
|        | Ivana Kekin           | Képesek vagyunk!                         | 144 533      | 9,00%         |                 |                 |
|        | Tomislav Jonjić       | Független (Horvát Jogok Pártja)          | 82 787       | 5,15%         |                 |                 |
|        | Miro Bulj             | Híd                                      | 62 127       | 3,87%         |                 |                 |
|        | Branka Lozo           | DOMiNO                                   | 39 321       | 2,45%         |                 |                 |
|        | Niko Tokić Kartelo    | Független                                | 14 409       | 0,90%         |                 |                 |

## Fordítás
Ez a szócikk részben vagy egészben  a(z)   2024–25 Croatian presidential election című angol Wikipédia-szócikk fordításán alapul.  Az eredeti cikk szerkesztőit annak laptörténete sorolja fel. Ez a jelzés csupán a megfogalmazás eredetét és a szerzői jogokat jelzi, nem szolgál a cikkben szereplő információk forrásmegjelöléseként.